# Houževnatec jedlý
Houževnatec jedlý (Lentinula edodes) známý též jako šiitake je jedlá houba původem z východní Asie. Ve světě je značně oblíbená pro své využití v kuchyni, hlavně v čínské a v dalších orientálních kuchyních. Dnes je již s úspěchem pěstována i mimo východní Asii.

## Jméno
Název šiitake (椎茸) je přejatý z japonštiny, kde tento výraz znamená houba rostoucí na šii, kde šii je strom rodu kaštanovec (Castanopsis) – Castanopsis cuspidata z čeledi bukovitých. Číňané jí říkají voňavá houba (čínsky v českém přepisu siang-ku, pchin-jinem xiānggū, znaky zjednodušené 香菇, tradiční 香菇) nebo zimní houba (čínsky v českém přepisu tung-ku, pchin-jinem dōnggū, znaky zjednodušené 冬菇, tradiční 冬菇).

## Popis
Šiitake se skládá z klobouku a třeně. Barva klobouku je světle hnědá až tmavě hnědá, většinou je zbarven nestejnoměrně a mívá bílé skvrny. Povrch klobouku je pokrytý šupinkami a může být nepravidelně rozpraskaný. Dorůstá do průměru 5–15 cm. Lupeny na spodní straně klobouku jsou u mladých hub krémové barvy, později jsou narůžovělé a mívají na sobě tmavší skvrnky. Třeň je kratší a vyskytují se na ní různé odstíny hnědé. Dužina houby je pevná a má bílou barvu.

## Výskyt
Šiitake se přirozeně vyskytuje v teplém a vlhkém podnebí jihovýchodní Asie. Je to dřevokazná houba a roste po skupinách na rozkládajících se kmenech listnatých stromů, zejména šii, kaštanu, dubu, javoru, ambroně, buku, topolu, habru či moruše.

## Pěstování
Poprvé bylo šiitake pěstováno v Číně před několika tisíci lety. Odtud se rozšířilo na Tchaj-wan a do Japonska. Japonci pěstovali houbu tak, že nařezané kmeny stromu šii položili vedle kmenů, na kterých již houba rostla, a spory se tak šířily do jejich nejbližšího okolí. Houby šiitake jsou stále pěstovány v podmínkách podobných jejich přirozenému prostředí. Buď na substrátu nebo na dřevěných kmenech.
Houževnatec jedlý patří mezi nejrozšířeněji pěstované houby, tvoří až 25 % celkové roční produkce hub na celém světě. Jen produkce Japonska a Hongkongu činí 100 000 tun ročně. 

## Použití v kuchyni
Šiitake má specifické, výrazné aroma a zvláštní, přirozeně nasládlou chuť. Zejména v kuchyni východní Asie se houby šiitake hojně využívají jak čerstvé, tak sušené. V Japonsku se často podávají v miso polévce a jako jedna z ingrediencí v různých vařených, smažených i dušených pokrmech. Rovněž v čínské kuchyni jsou častou přísadou zejména vegetariánských jídel.

## Použití v léčení
Šiitake je přírodním zdrojem β-glukanů, díky čemuž má příznivé účinky na imunitní systém. Obsahuje taktéž eritadenin, který snižuje hladinu cholesterolu v krvi, a dále vitamíny B2, B6 a D, měď, selen, kyselinu pantothenovou, zinek a mangan. 

### Výzkumy
Japonský lékař Kisaku Mori byl jedním z prvních vědců, kteří zkoumali obsah vitamínů a enzymů v šiitake a léčebné účinky této houby. Došel k závěrům, že houba šiitake je účinná při léčbě vysokého cholesterolu, překyselení, žaludečních vředů, žlučových kamenů, cukrovky či anémie. Od té doby proběhlo zejména v Japonsku více než 100 výzkumů zaměřených na šiitake a jeho účinky na zdraví, které potvrdily antivirové a antibiotické vlastnosti této houby, a také její schopnosti snižovat cholesterol. 